# Parametriocnemus eoclivus
Parametriocnemus eoclivus är en tvåvingeart som beskrevs av Ole Anton Saether 1969. Parametriocnemus eoclivus ingår i släktet Parametriocnemus och familjen fjädermyggor.
Artens utbredningsområde är Québec. Inga underarter finns listade i Catalogue of Life.